# پروکتر اند گمبل
پروکتر اَند گَمبل یا به‌اختصار پی‌اندجی (به انگلیسی: Procter & Gamble، P&G) شرکت چندملیتی آمریکایی در حوزۀ صنعت کالاهای مصرفی است، که دفتر مرکزی آن در شهر سینسیناتی، در ایالت اوهایو، قرار دارد. این شرکت در سال ۱۸۳۷ میلادی، توسط ویلیام پروکتر و جیمز گمبل تأسیس شد و اکنون محصولات بسیار گوناگونی، از محصولات پرینگلز تا تولیدات کیلوگ را تولید می‌کند.
پی‌اندجی همچنین در فهرست تحسین‌برانگیزترین شرکت‌های جهان، که در سال ۲۰۱۱ منتشر شد؛ رتبه پنجم را از آن خود کرد. این کورپوریشن با بسیاری از ابداعات تجاری شامل مدیریت نام تجاری و برنامه‌های تلویزیونی اعتبار یافته‌است.

## تاریخچه
شرکت پروکتر اند گمبل، در سال ۱۸۳۷ با همکاری ویلیام پروکتر یک سازنده شمع و جیمز گمبل یک سازنده صابون تأسیس شد. رقابت شدید بین این دو نفر، در خانواده‌ای که با آن وصلت کرده بودند، باعث ناسازگاری شد و پدر دو دختر، (اولیویا و الیزابت نوریس) تصمیم گرفت آن‌ها را به کسب و کار خود، دعوت کند.
این ماجرا باعث شکل‌گیری شرکت پی اند جی شد. ۲۰ سال بعد شمار کارکنان شرکت به ۸۰ نفر و فروش آن به یک میلیون دلار رسید. در دهه ۱۸۸۰ محصول جدیدی از سوی شرکت به بازار عرضه شد، که بسیار مورد استقبال قرار گرفت. این محصول، صابون ارزان قیمتی (صابون آیووری) بود، که در آب شناور می‌ماند.
در سال ۱۸۸۷، پسر پروکتر، یک برنامه سهیم کردن کارگران در سود کارخانه‌ها را برای کارکنان، دایر کرد. او امیدوار بود، با دادن بخشی از سهام شرکت به کارکنان، آن‌ها کمتر به سمت اعتصاب کارگری بروند.

شرکت در دهه ۱۸۹۰ بیشتر بر تولید صابون تمرکز کرد و بیش از ۳۰ نوع مختلف صابون روانه بازار کرد. در سال ۱۹۱۱ از روغن‌های گیاهی و چربمایه، به‌جای روغن‌های حیوانی، در عرضه محصولات خود استفاده کرد. در همین سال‌ها بود، که شعبه‌های مختلف شرکت در خارج از آمریکا تأسیس و پی‌اندجی به یک شرکت بین‌المللی تبدیل شد. 

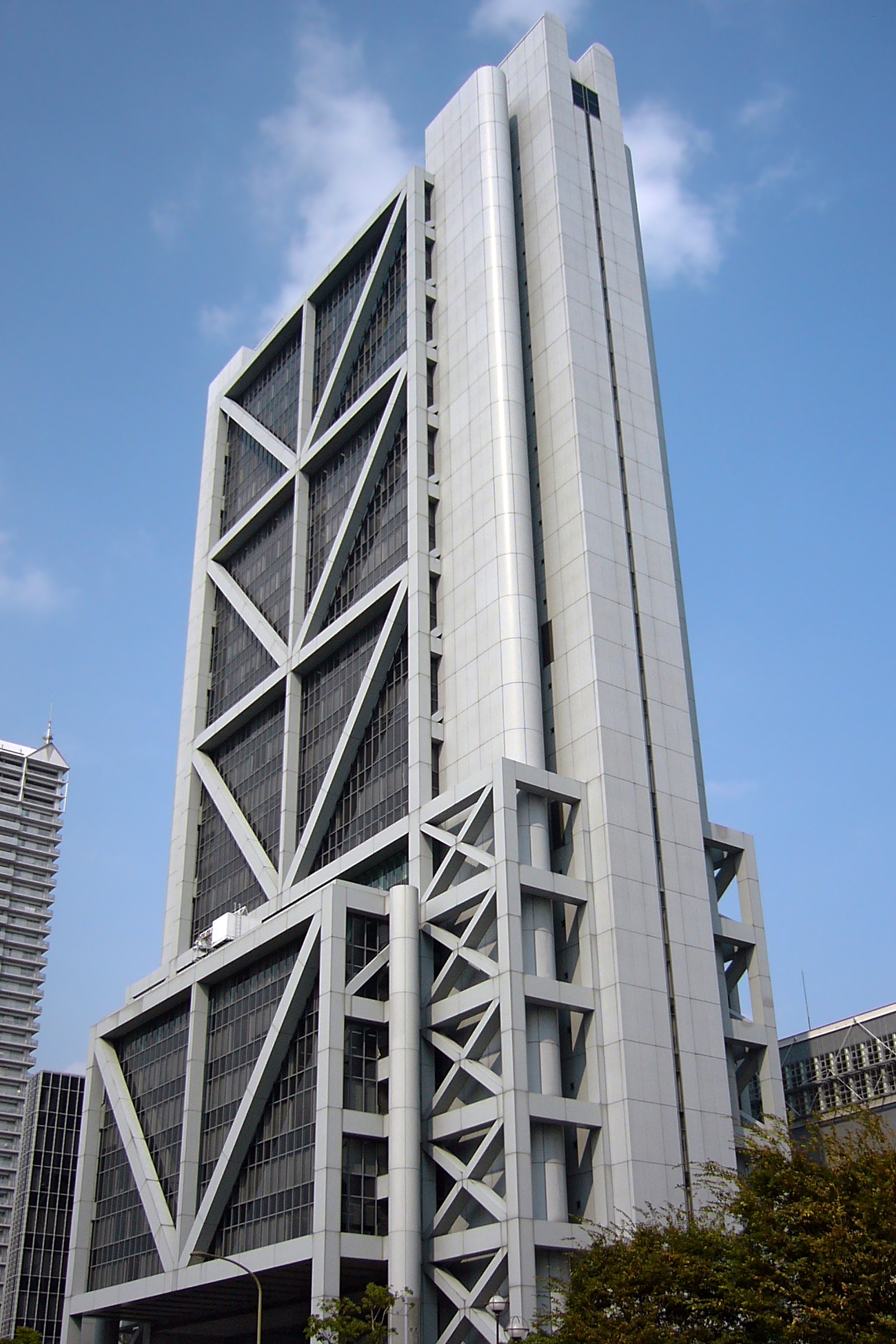
ساختمان اداری پروکتر اند گمبل در ژاپن

در سال ۱۹۱۵ پسر بنیان‌گذار، جیمز گمبل، مؤسسه خیریه‌ای را، دایر کرد، که امروزه نیز در ایالات متحده از شهرت ویژه‌ای برخوردار است.
با توسعه برق، نیاز به شمع کمتر می‌شد. شرکت در ۱۹۲۰ تولید شمع را متوقف ساخت. در آغاز سده بیستم، کارخانه‌ها و تولید محصولات شرکت، گسترش یافت. در این هنگام، پی‌اندجی به دلیل داشتن آزمایشگاه‌های پژوهشی متعدد، برای تولید محصول جدید، مشهور بود.
در ۱۹۲۴، پروکتر اند گمبل به عنوان نخستین شرکت پیشتاز، پژوهش‌های بازار را انجام داد. این رویکرد متفکرانه، شرکت را توانمند ساخت، که درک از مشتری را بهبود بخشد و نیازهای او را پیش‌بینی کند و با عرضه محصولات خود، پاسخ مناسبی به آن بدهد.
در سال ۱۹۴۱، پروکتر اند گمبل یکی از نخستین شرکت‌هایی بود، که با ایجاد واحد ارتباط با مشتری، به‌طور رسمی به مکاتبه‌های مصرف‌کنندگان پاسخ می‌داد.
در سال ۱۹۷۳ با افزودن شماره تلفن‌های آزاد و در ۱۹۸۰ با استفاده از پست الکترونیکی، راه‌های ارتباطی با مشتریان، گسترش یافت و مشتری همچنان در قلب فعالیت‌های شرکت باقی‌ماند.
در سال‌های پس از جنگ جهانی دوم، محصول تاید از سوی شرکت به عنوان: معجزه شویندگی عرضه شد و مدل جدید این محصول، بسیار بهتر از محصولات مشابه بازار بود.
نخستین خمیردندان حاوی فلوراید با همکاری دانشگاه ایندیانا به نام کرست در سال ۱۹۵۵ به بازار عرضه شد. پس از آن، دستمال توالت و سایر محصولات کاغذی تولید و ارائه شدند.
در ۱۹۶۱ پوشک بچه با نام تجاری پمپرز روانه بازار شد. گرچه تا آن زمان، شرکت جانسون اند جانسون کهنه بچه را ارائه داده بود، که باید شسته می‌شد، اما عرضه پمپرز کار نگهداری کودک را بسیار آسان ساخت.
در سال ۱۹۸۴ برای نخستین‌بار، نام شرکت در فهرست ۱۰۰ شرکت برتر جهان قرار گرفت. در ۱۹۸۵، پی اند جی، شرکت ریچاردسون ویکز؛ سازنده محصولات بهداشتی شخصی را خریداری کرد.
در ۱۹۹۶ پروکتر و گمبل به دلیل ایجاد و توسعه فناوری‌ها، در محصولات مصرفی که به ارتقای زندگی میلیاردها مصرف‌کننده، در سراسر جهان کمک می‌کرد، به کسب مدال ملی فناوری نائل آمد.
در سال ۲۰۰۲ نخستین مرکز درمانی مجهز به ام‌آرآی برای تشخیص و درمان سریع عارضه‌های حیوانات خانگی، راه‌اندازی شد. در سال ۲۰۰۵، پی‌اندجی، شرکت ژیلت را خریداری کرد.
در سال ۲۰۰۶ در راستای رویکرد انجام کار درست در دراز مدت، برنامه تأمین آب آشامیدنی سالم برای کودکان در برخی از فقیرترین کشورها، به اجرا درآمد.
در بازی‌های المپیک تابستانی لندن در سال ۲۰۱۲ شرکت پروکتر اند گمبل یکی از سرمایه‌گذاران و اسپانسرهای اصلی آن، به‌شمار می‌رفت.

## حوزه‌های کسب‌وکار
حوزه‌های اصلی کسب و کار شرکت پروکتر اند گمبل عبارت است از:
- محصولات آرایشی
- محصولات خانگی / خانوادگی
- محصولات بهداشتی / رفاهی[۸]

پروکتر و گمبل صاحب یکی از قدرتمندترین پورتفولیوها (سبد محصول) است؛ از جمله: براون در ماشین‌های تراش شخصی، ژیلت در تیغ، فولجرز در قهوه، دوراسل در باتری، داونی یا لنور در نرم‌کننده، داون در مایع ظرفشویی، تاید در پودر شوینده، کرست در خمیردندان، اورال-بی در مسواک و نخ دندان، پمپرز در پوشک بچه (که با ۸ سال کار از سوی ۱۸۰ نفر محقق به دست آمد)، اولی در کرم پوست صورت و ده‌ها محصول مختلف در حوزه‌های دستمال کاغذی، دستمال توالت، دستمال مرطوب، محصولات کاغذی، انواع صابون، مراقبت از پوست و مو، کالاهای بهداشتی، خانگی و خانوادگی، خوشبوکننده هوا و …
بخش‌های مختلف شرکت، عبارت است از: دانش بازار مصرف، توسعه کسب و کار مشتری، مالی و حسابداری، منابع انسانی، اطلاعات و تصمیم‌گیری، بازاریابی، زنجیره تولید، خرید و تحقیق و توسعه.

## چشم‌انداز
چشم‌انداز پروکتر اند گمبل چنین است: بهترین شرکت دنیا در عرضه کالاهای مصرفی و ارائه خدمات…!

## هدف و اصول
پروکتر اند گمبل مدعی است، که به دنبال بهبود زندگی نسل کنونی و نسل‌های آینده است، آن‌ها می‌گویند: سه میلیارد نفر در روز، با محصولات ما سروکار دارند. یکی از عوامل اصلی که باعث شد میراث شرکت ده‌ها سال پایدار بماند، قدرت هدف پی اند جی بود.
هدف پی اند جی، جزئی از فلسفه وجودی او بود: اینکه ما که هستیم، که بوده‌ایم و برای نسل‌های آینده چه خواهیم کرد؟ ما مراقب مردم هستیم تا زندگی روزمره‌شان بهبود یابد. ما تماس‌مان را با مردم حفظ می‌کنیم. ما روش‌های انجام امور خانه، روز به روز، آسان‌تر می‌کنیم.

## ارزش‌های اخلاقی و سازمانی
پروکتر و گمبل چیزی جز کارکنان و ارزش‌هایی که با آن زندگی می‌کنند، نیست. در سطح شرکت، بیانیه‌ای از اهداف، ارزش‌های اصلی و اصول کار وجود دارد، که همه از آن تبعیت می‌کنند.

## منابع انسانی

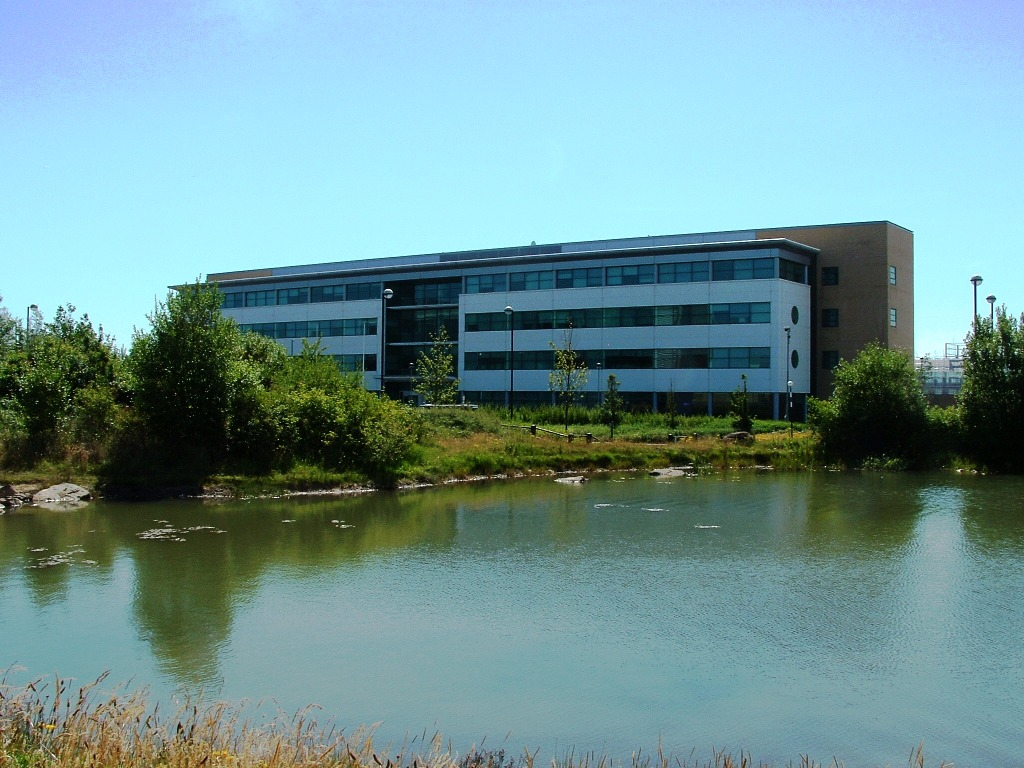
ساختمان اداری پروکتر اند گمبل، در پارک تجاری کبالت، انگلستان